# Pyridine
Pyridine is een heterocyclische, aromatische verbinding met als brutoformule C5H5N. De stof komt voor als een kleurloze, heldere vloeistof met een zeer indringende en onplezierige visgeur, vergelijkbaar met die van tri-ethylamine. Pyridine is goed oplosbaar in water en in de meeste organische oplosmiddelen. Het is een typische organische base die in het laboratorium vaak wordt gebruikt.
Pyridine werd in 1846 ontdekt in koolteer door de Schotse scheikundige Thomas Anderson. Het komt voor in tal van voedingsmiddelen, tabak en essentiële oliën.

## Synthese
Er bestaan verscheidene methoden om pyridine en derivaten ervan te synthetiseren:
- Tsjitsjibabin-pyridinesynthese
- Hantzsch-pyridinesynthese
- Kröhnke-pyridinesynthese
- Bönnemann-cyclisatie

## Structuur en eigenschappen

### Elektronenstructuur
De elektronenstructuur lijkt sterk op die van benzeen: het enige verschil is dat in pyridine een CH-eenheid is vervangen door een stikstofatoom. Het vrij elektronenpaar op stikstof bevindt zich in een sp2-gehybridiseerd orbitaal dat zich in het vlak van de aromatische ring bevindt. Het draagt derhalve niet bij tot de aromaticiteit in de ring. Dit is van bijzonder belang, anders zou de ring anti-aromatisch zijn.

### Zuur-base-eigenschappen
Door dat vrij elektronenpaar op stikstof reageert pyridine basisch en kan dus vlot omgezet worden in zijn geconjugeerd zuur, het pyridiniumion. De pKz van het geconjugeerde zuur van pyridine (het pyridinium-ion) bedraagt 5,25, waarmee het iets minder zuur is dan azijnzuur. De positieve lading kan gestabiliseerd worden door resonantie:

### Reactiviteit
De aanwezigheid van het stikstofatoom in de aromatische ring heeft een invloed op de verdeling van de elektronen in de ring en de daarmee gepaard gaande reactiviteit. De symmetrie die in benzeen verantwoordelijk is voor de ontaarding van de twee hoogst bezette moleculaire orbitalen, is in pyridine vervallen. De bijdrage van de verschillende atomen aan de bindende orbitalen zal verschillen en daarmee ook de ladingsdichtheid op de verschillende koolstofatomen. Bij pyridine maakt het vrij elektronenpaar op stikstof geen deel uit van het gedelokaliseerde π-systeem en derhalve is de elektronendensiteit laag, waardoor elektrofielen veel minder de neiging hebben om te reageren. In het geval van pyridine zal een elektrofiel eerder met het vrij elektronenpaar op stikstof reageren, met vorming van pyridiniumverbindingen. Elektrofiele aromatische substitutie bij pyridine zal enkel optreden op plaats 3, omdat dit het elektronenrijkste koolstof is:
Substitutie op plaats 2 of 4 leidt tot een onstabiel, zogenaamd σ-complex (met slechts 6 elektronen rond stikstof):
In het overeenkomstig amine-oxide van pyridine, pyridine-N-oxide, is door de aanwezigheid van een formele positieve lading op stikstof de situatie volledig tegenovergesteld. Daar reageert een elektrofiel op plaats 2 en 4 in de ring, omdat de elektronendensiteit verhoogd is.

## Toxicologie en veiligheid
Pyridine is schadelijk en kan duizeligheid, misselijkheid, slapeloosheid, oogirritatie en lever- en nierschade veroorzaken. Contact met de ogen en huid leidt tot irritatie. Zelfs korte blootstelling kan aanleiding geven tot brandwonden. Pyridine wordt door de huid geabsorbeerd. Wanneer de vloeistof wordt ingeslikt kan hevige irritatie aan de keel en slokdarm optreden, met als gevolg braken en diarree. De stof kan ook schadelijke effecten hebben op het centraal zenuwstelsel, waardoor slaperigheid en bewusteloosheid optreden.
In 2022 bracht de Nederlandse Gezondheidsraad een conceptrapport uit waarin het de carcenogeniciteit en genotoxiciteit van pyridine beoordeelde. Het rapport adviseerde om pyridine enerzijds niet te classificeren voor mutageniteit in geslachtscellen, maar anderzijds wel als een stof die moet beschouwd worden als kankerverwekkend voor de mens (classificatie in categorie 1B) en te kenmerken met gevaarsaanduiding H350 (mogelijk kankerverwekkend).